# Tramway des Sables-d'Olonne
Le tramway des Sables-d'Olonne est un réseau de tramway électrique urbain qui a fonctionné aux Sables-d'Olonne (Vendée, Pays de la Loire) de 1898 à 1925.

## Histoire
Un service de transport par voitures à cheval exploité par la Compagnie des Omnibus existait aux Sables-d'Olonne à la fin du XIXe siècle.
En 1896, le directeur du Grand Casino propose l'installation d'un service régulier de tramway en l'échange de la fourniture d'eau et de gaz par la ville. Le conseil municipal envisage, en 1897, la création d'une ligne de tramway proposée par l'exploitant Michel Gaillot, qui se serait étendue sur plus de 6 km, en reliant la gare des Sables-d'Olonne au Casino des Pins dans la forêt de la Rudelière.
La Commune accorde une concession de 50 ans à la Société des tramways électriques des Sables créée par Michel Gaillot en 1901, mais la ligne fut mise en service dès le 15 août 1898 sur 3 km, le long du Remblai, puis, en 1899, la ligne est prolongée du Grand Casino jusqu'à la gare, permettant ainsi de « relier la gare au casino et aux nouveaux quartiers balnéaires du Bout de Ville ».
Les travaux de supervision et les plans sont réalisés par l'ingénieur Charles Fernand Lasne.
L'exploitant se révèle médiocre, et, en 1905, la ville rachète la société et son matériel.
L'exploitation est suspendue pendant la première Guerre mondiale, reprend après-guerre et est définitivement supprimée le 13 septembre 1925,, époque où elle fut remplacée par des autobus Schneider de type H.

## Infrastructure
La ligne, allant du Casino des Pins au Grand Casino en longeant la grève et longue initialement de 3 kilomètres, était à voie unique et métrique,. Les croisements étaient possibles aux stations ou des évitements étaient aménagés.
La ligne, dans son extension maximale, faisait 6 km, et était au contact, à la gare des Sables-d'Olonne, avec la ligne des Sables-d'Olonne à Tours, ainsi qu'avec des lignes des Tramways de la Vendée, le réseau départemental de chemin de fer secondaire.

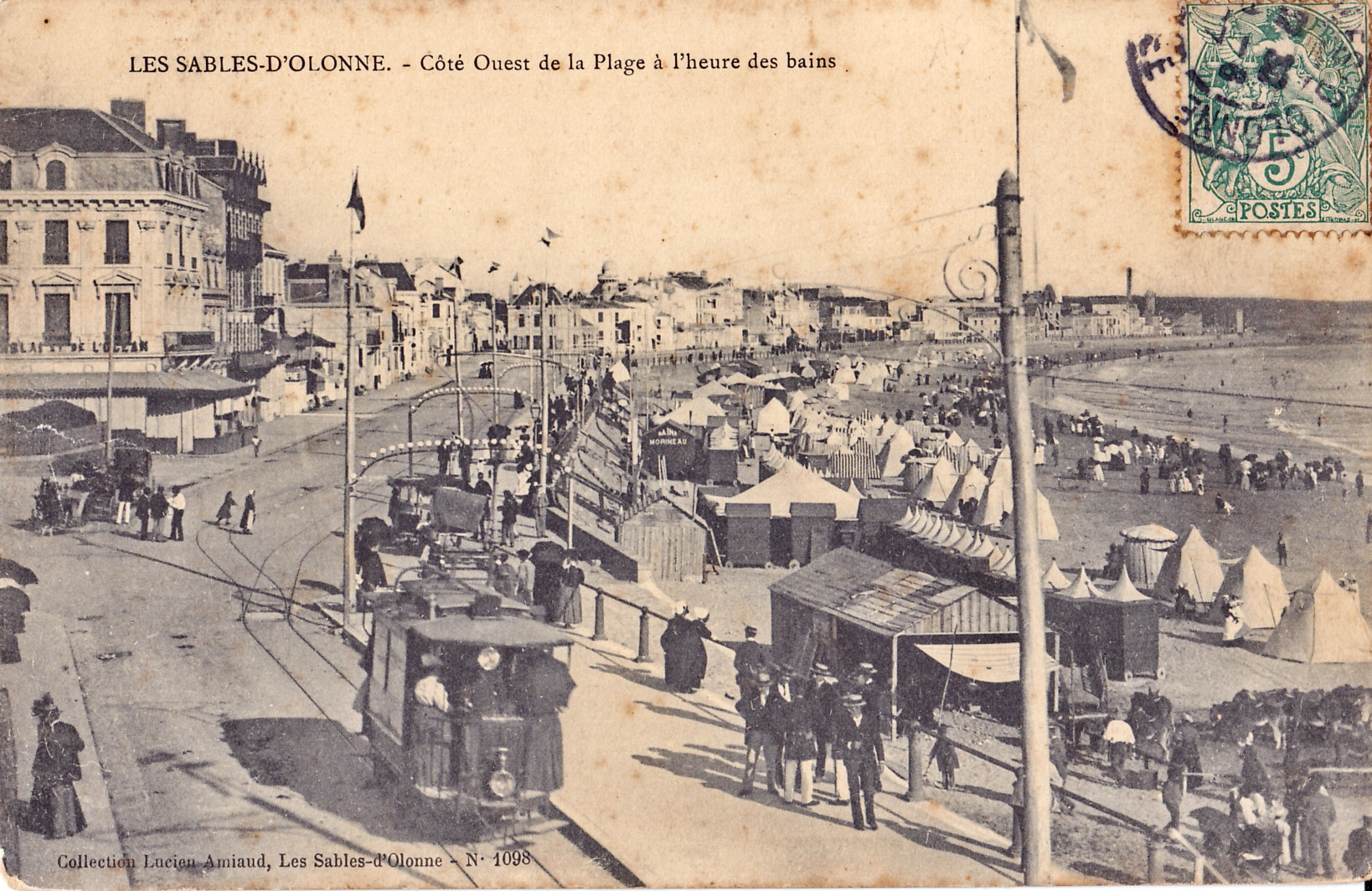
Tramway longeant la plage, en pleine saison touristique, vers 1905.
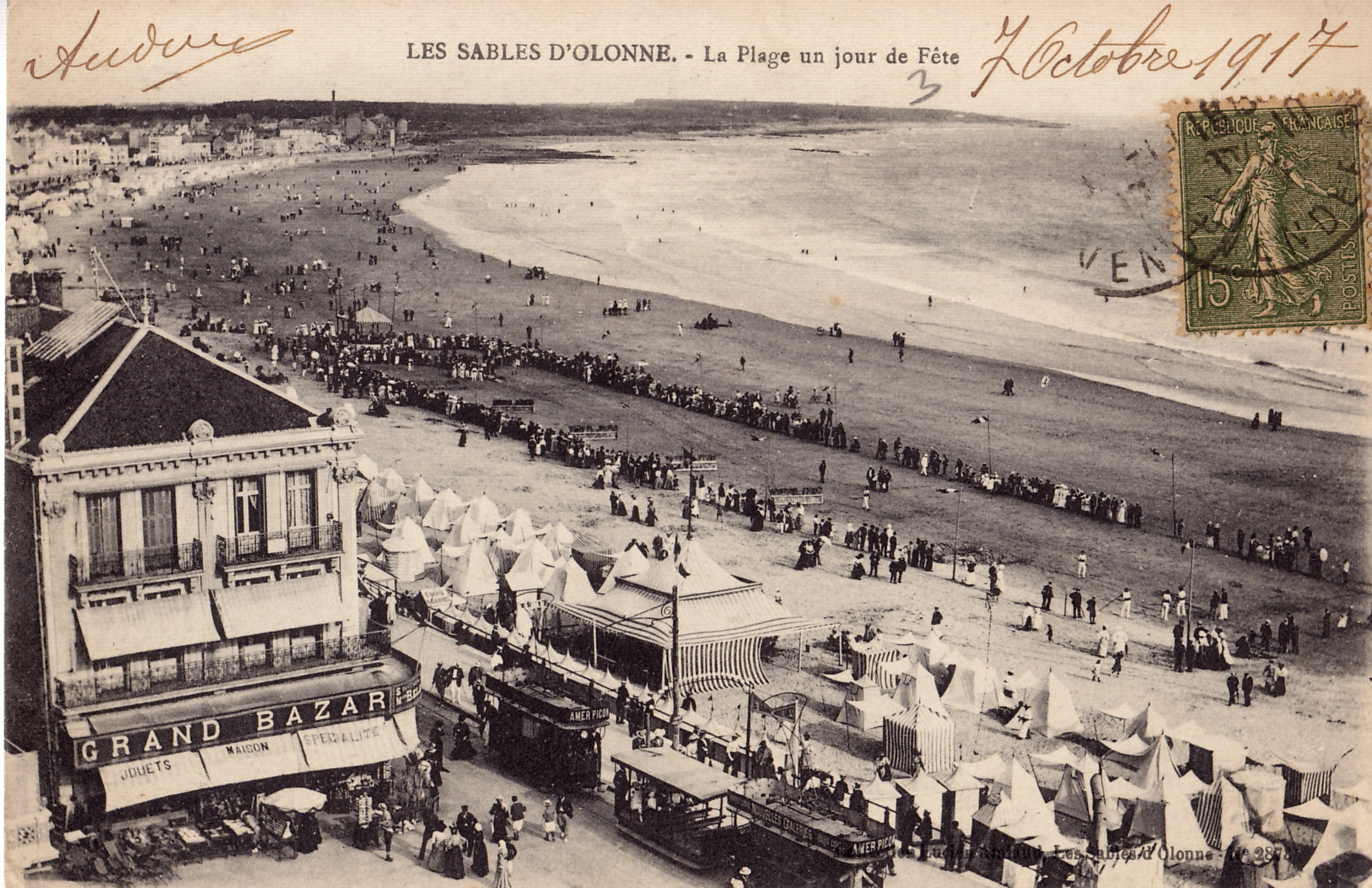
Tramway devant le Grand Bazar, un jour de fête des années 1910.
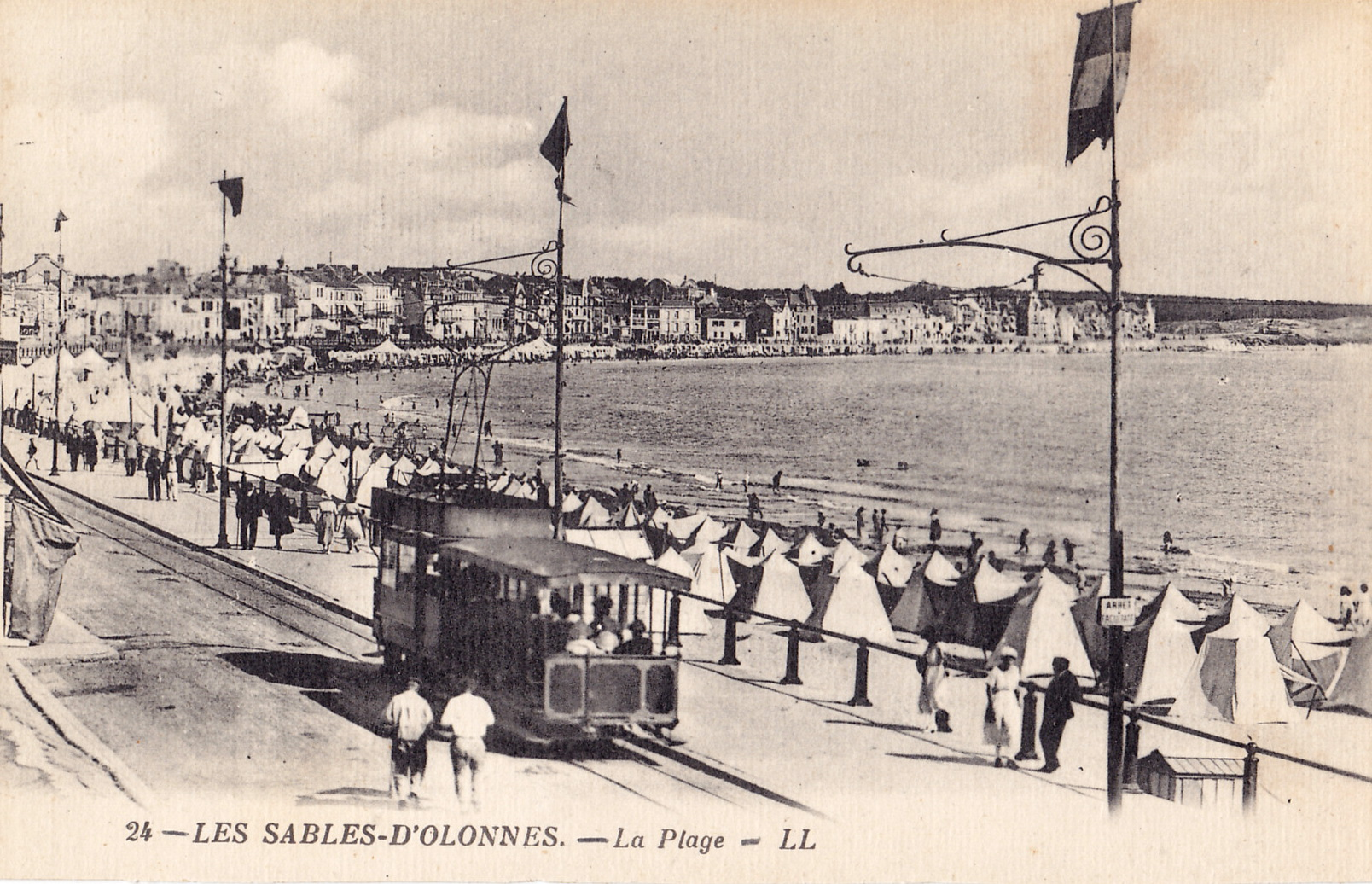
Motrice tractant une remorque ouverte, à la même époque.
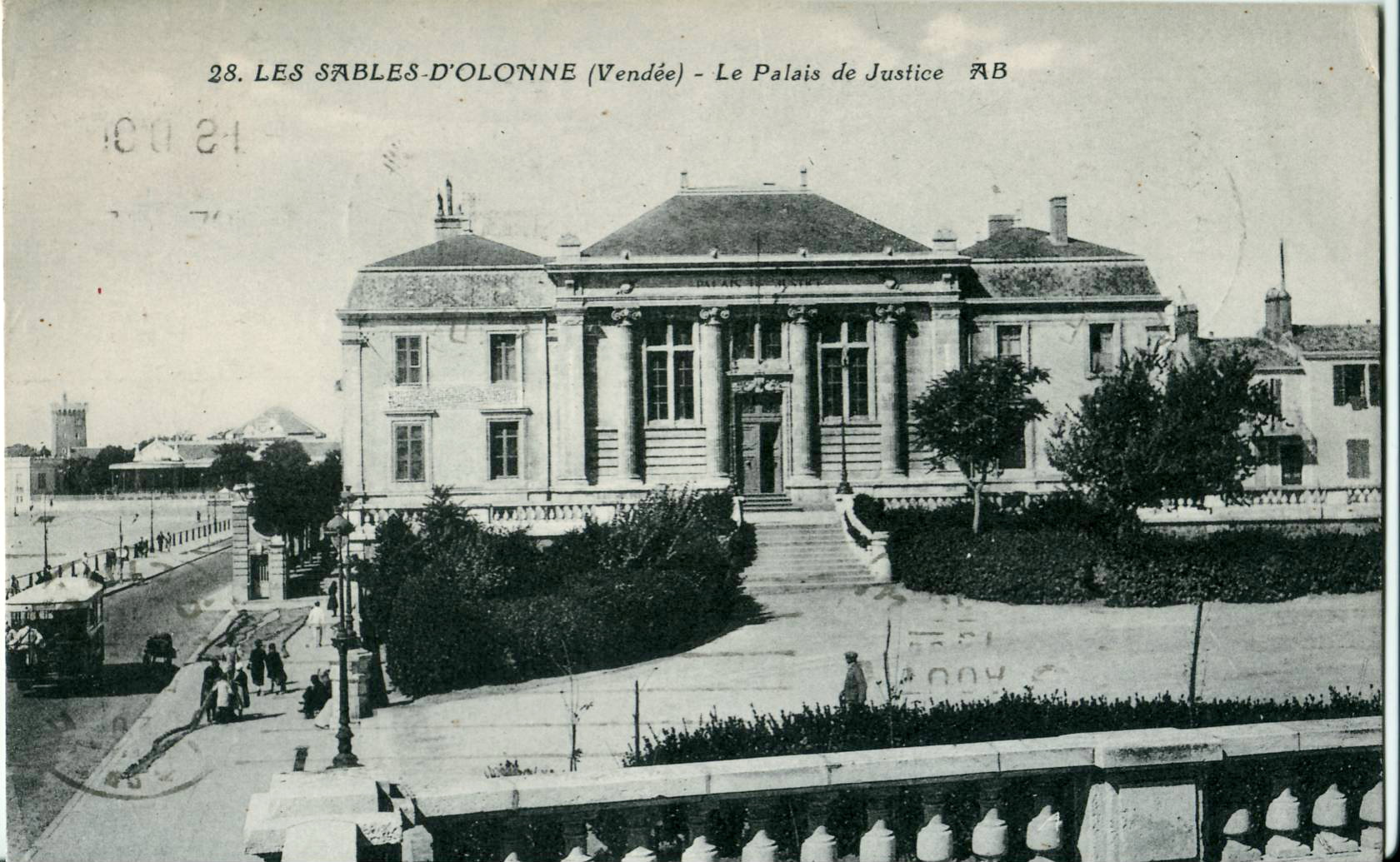
Autobus longeant le Palais de justice, vers 1930 : le tramway a disparu...

## Exploitation
La ligne avait un rôle lié à la station balnéaire des Sables-d'Olonne et ne fonctionnait que pendant la saison touristique. Avant la Première Guerre mondiale, elle avait un important trafic.
Le matériel roulant de la ligne était constitué, en 1927, de 9 motrices et 4 remorques ouvertes,.

## Vestiges et matériels préservés
Une rue du Tramway aux Sables-d'Olonne rappelle l'existence de la ligne. Le souvenir du tramway est toujours bien présent, notamment sur de nombreuses cartes postales.
Le service Oléane Mobilités, l'actuel service de transport en commun de l'agglomération des Sables-d'Olonne est un lointain successeur du tramway. Les lignes S1G et S2 reprennent en effet chacune une partie de l'ancien itinéraire du tramway.